# Phyllis Bentley
Pour les articles homonymes, voir Bentley.
Phyllis Eleanor Bentley OBE, née le 19 novembre 1894 à Halifax (Angleterre) et morte le 27 juin 1977, est une romancière anglaise.

## Biographie
Phyllis Bentley est la plus jeune enfant d'un propriétaire de moulin. Elle grandit à Halifax dans le West Riding of Yorkshire et fait ses études à la Halifax High School for Girls et au Cheltenham Ladies' College. Pendant la Première Guerre mondiale, elle travaille dans l'industrie des munitions. Après la guerre, elle retourne dans son Halifax natal où elle enseigne l'anglais et le latin.
En 1918, elle publie son premier ouvrage, un recueil de nouvelles intitulé The World's Bane, après quoi elle publie plusieurs romans à bas prix jusqu'à la parution en mars 1932 de son ouvrage le plus connu, Inheritance, sur fond de développement de l'industrie textile dans le West Riding, qui est acclamé par la critique et connait vingt-trois impressions jusqu'en 1946, faisant d'elle la première romancière régionale anglaise à succès depuis que Thomas Hardy avait écrit ses romans sur le Wessex.
En 1938, elle donne la première d'une série de conférences sur des célébrités de Manchester sur le thème « Écrire un roman » (Writing a novel).
Deux autres romans suivent en 1946 et 1966, formant une trilogie, et, en 1967, Inheritance est filmé par ITV Granada, avec John Thaw et James Bolam dans les rôles principaux. En 1968, elle écrit le roman pour enfants Gold Pieces, qui est un récit fictif, vu à travers les yeux d'un garçon de douze ans, de la bande des Cragg Coiners (en), qui fraudent le gouvernement en coupant les bords des pièces d'or pour les faire fondre et les transformer en nouvelles pièces.
Bentley a écrit 24 nouvelles policières mettant en vedette Miss Marian Phipps, en commençant par "The Missing Character" pour Woman's Home Companion en 1937 et en continuant dans Ellery Queen's Mystery Magazine du début des années 1950 au début des années 1970. Une recueil est paru sous forme de livre en 2014.
En 1949, elle reçoit un doctorat honorifique en lettres de l'université de Leeds. En 1958, elle devient membre de la Royal Society of Literature et, en 1970, elle est nommée Officier de l'ordre de l'Empire britannique (OBE).

## Œuvres choisies
- 1918 : The World's Bane (quatre histoires allégoriques)
- 1922 : Environment (roman)
- 1923 : Cat in the Manger (roman)
- 1928 : The Spinner of the Years (roman)
- 1928 : The Partnership (roman)
- 1929 : Carr (roman)
- 1930 : Trio (roman)
- 1932 : Inheritance (roman)
- 1934 : A Modern Tragedy (roman)
- 1935 : The Whole of the Story (histoires courtes)
- 1936 : Freedom Farewell (étude de la chute de la Rome antique, sa seule œuvre de fiction non concernée par le Yorkshire)
- 1941 : Manhold (roman)
- 1942 : The English Regional Novel
- 1945 : We of the West Riding[3] (scénariste)
- 1946 : The Rise of Henry Morcar  (roman - deuxième partie de la trilogie Inheritance)
- 1947 : The Brontës (biographie)
- 1950 : Quorum
- 1953 : The House of Moreys (roman)
- 1954 : The Coiners (pièce télévisée)
- 1955 : Noble in Reason (roman)
- 1958 : Crescendo (roman)
- 1960 : The Young Brontës (biographie)
- 1962 : O Dreams O Destinations (autobiographie)
- 1966 : A Man of His Time (roman - troisième partie de la trilogie Inheritance)
- 1968 : Gold Pieces (roman pour enfants)
- 1969 : Ring in the New (mise à jour de la trilogie Inheritance)
- 1969 : The Brontës and Their World (biographie)
- 1972 : Sheep May Safely Graze (roman)
- 1974 : Tales of West Riding (histoires courtes)
- 2014 : Chain of Witnesses, The Cases of Miss Phipps (courts romans policiers, publiés par  Crippen & Landru (en))

En plus de ses œuvres de fiction, son travail de non-fiction comprend des travaux savants sur les sœurs Brontë, l'industrie de la laine anglaise ainsi que l'histoire et la topographie de West Riding.